# Nobiltà svizzera
La nobiltà svizzera comprende tutti gli individui e le famiglie riconosciute dalla Svizzera come membri della classe aristocratica, ovvero godenti di privilegi ereditari.

## Storia
Pur essendo di tradizione indipendente e repubblicana, la Svizzera ha storicamente riconosciuto una propria aristocrazia all'interno dello Stato.
Durante il Medioevo, nei cantoni svizzeri poche erano le famiglie della nobiltà feudale e altre erano famiglie nobilitate all'estero ma residenti nei confini della Svizzera. Molte di queste ultime famiglie erano dinastie vassalle del Sacro Romano Impero, dei Savoia o del Regno di Borgogna, a seconda della posizione dei loro feudi e fu probabilmente questa diversificazione di "padroni" a impedire la nascita di un'autorità centrale di stampo monarchico nel paese.
In Svizzera, dal XIV secolo, si potevano distinguere tre modelli di nobiltà:
1. nobiltà acquisita per diritto di famiglia, ad esempio per linea diretta.
2. nobilià riconosciuta per concessione da una sovrano (personale, famigliare o collettiva).
3. nobiltà acquisita per integrazione[non chiaro](ad esempio gli Affry nel XV secolo, i Reyff nel 1577, i Pontherose nel 1443, i Vevey nel 1526, gli Hugues nel 1544). Questa integrazione era spesso frutto di alleanze tra le varie casate nobili.

La perdita della nobiltà era un concetto inesistente in Svizzera, in quanto giuridicamente non vi era alcuna norma che prevedesse la svalutazione o la privazione del titolo né che impedisse ai nobili di svolgere lavori manuali o di dedicarsi al commercio e pertanto nel 1442 ritroviamo il nobile Jean Gambach impiegato nell'industria manifatturiera per la produzione di falci per l'agricoltura, o ancora alla fine del XVIII secolo il nobile Louis de Daguet era proprietario di una cartiera. L'unico caso in cui la nobiltà veniva revocata era per rinuncia diretta dell'interessato ed essa non veniva riconosciuta per gli eredi illegittimi del titolato.
Essendo la Svizzera una confederazione di Stati, ciascuno Stato al suo interno disponeva di una propria moneta, di una propria giurisdizione, di propri costumi, di una propria storia e di conseguenza di una propria nobiltà.

## Cantoni di Berna, Friburgo, Soletta e Lucerna
Dal XV secolo nei cantoni di Berna, Friburgo, Soletta e Lucerna il potere politico era quasi completamente nelle mani delle classi agiate, un potere che veniva radicato dai centri più piccoli verso quelli di maggior peso.
Nel 1627 l'aristocrazia di Friburgo emanò la cosiddetta "Lettre des deux-Cents" dove stabilì le duecento famiglie membri della nobiltà locale e quindi quelle eleggibili nei Consigli Sovrani. A Friburgo, il patriziato fu soggetto a una serrata (restrizione totale all'accesso da parte dei borghesi nel patriziato cittadino) nel 1684 ed ebbe una parziale apertura solo alla fine del XVIII secolo.
Questi consigli garantivano inoltre la nobilitazione di alcuni feudi: nel 1547 Berna predispose la signoria di Batie-Beauregard in baronia in favore di Jacques Champion; nel 1665 il cantone Soletta garantì delle lettere di nobiltà ai fratelli Marcacci di Locarno; nel 1712 Berna predispose la signoria di Bercher come baronia in favore di Jean-Louis de Saussure.
A Friburgo alla fine del XVIII secolo i privilegi della nobiltà erano divenuti così estesi che praticamente solo il patriziato locale poteva entrare a far parte dei consigli per l'amministrazione della città. Nel 1781 questo "patriziato" era composto da quattro categorie di famiglie:
1. famiglie nobili con titoli (Affry, Alt, Diesbach, Maillardoz, Castella de Berlens);
2. famiglie nobili senza titoli (Boccard, Fégely de Vivy, Fivaz, Gléresse, Griset de Forel, Lenzbourg, Maillard, Praroman, of Prel, Reyff de Cugy, Reynold);
3. famiglie patrizie di origine nobile (Fégely de Prez ad esempio)
4. famiglie patrizie senza origini nobili (Buman, Castella, Reynold, Weck, Wild, ecc.).

Secondo la costituzione del 1404 le prime due categorie di famiglie erano escluse dagli incarichi di "banneret", "secret" (membro del consiglio segreto) e "grand sautier" se non a scapito della rinuncia del loro status di nobiltà.
Nel 1782 il Consiglio Sovrano di Friburgo decise di standardizzare la situazione di queste famiglie: rimosse tutti i titoli di nobiltà ad eccezione di quello di "nobile", autorizzò tutti i patrizi a utilizzare la particella nobiliare "de" o "von" (a seconda dell'origine linguistica) e specificò ancora una volta che gli incarichi di "bannerets", "secrets" e "grand-sautier" sarebbero state aperte ai patrizi soltanto. Il documento, noto come "Règlement relativement à l'introduction de l'égalité des familles patriciennes et de leurs titulatures" (17 e 18 luglio 1782) non fu una nobilitazione collettiva, ma piuttosto un ordine e una conferma ufficiale dello status delle cose.
A Berna venne promulgata nel 1643 una legge che concesse alle classi aristocratiche di essere elette nel Gran Consiglio. Dal 1731 il Consiglio Sovrano proibì l'uso dei titoli di nobiltà conferiti da sovrani stranieri e dal 1761 i patrizi vennero autorizzati a essere chiamati "wohledelgeboren"; dal 9 aprile 1783 i patrizi vennero autorizzati ad apporre la particella nobiliare "von" o "de" (a seconda dell'origine linguistica) al proprio cognome. Tra le famiglie nobili di Berna citiamo i von Erlach e i von Graffenried.
A Lucerna, sul finire del XVII secolo, i patrizi erano chiamati "junker" e regolarmente facevano uso del proprio titolo nobiliare, specialmente all'estero quando erano al servizio di eserciti stranieri. Alcune famiglie ottennero patenti di nobiltà.
Nel cantone Soletta il patriziato si formò gradualmente. Un ristretto gruppo di famiglie si impegnò sin dai tempi del Medioevo per formare delle corporazioni che col tempo furono in grado di cooptare l'ammissione ai consigli e pertanto i patrizi vennero qualificati come "Herren und Bürger". Molte di queste famiglie accettarono lettere di nobilitazione anche da enti stranieri, in particolare dalla Francia.

## Cantoni Uri, Schwyz e Unterwalden
Nei cantoni Uri, Schwyz e Unterwalden, l'evoluzione politica dal Medioevo al XIX secolo portò alla costituzione di un patriziato locale fortemente legato alle antiche famiglie nobili che detenevano il potere. Alcune famiglie vennero nobilitate e quindi poi incorporate alla nobiltà vera e propria per "integrazione".
Tra le famiglie nobili del cantone Schwyz citiamo diverse famiglie che ricoprirono ripetutamente incarichi ministeriali come i Reding von Bibberegg, mentre per il cantone Uri citiamo la famiglia Tell, da cui derivò il noto eroe nazionale svizzero Guglielmo Tell.

## Zurigo
Nel XV secolo, la città di Zurigo divenne formalmente autonoma rispetto al Sacro Romano Impero. Prima di quella data le famiglie nobili locali erano essenzialmente di natura ministeriale. In breve tempo il potere politico passò nelle mani delle corporazioni, in particolare a quella aristocratica dei "Constaffel", costituita in una "camera nobile" detta "Adelige Stube zum Rüden Stübli". Le famiglie parte di questa corporazione avevano una nobiltà ereditaria.
I membri della Stübli usavano comunemente il titolo di "junker". Nel 1798 la Stübli non contava più di undici famiglie in tutto in quanto alcune, come la famiglia Bonstetten (che passò a Berna nel 1463) si estinsero successivamente. Diverse di queste famiglie, come gli Hirzel, ottennero delle patenti di nobilitazione da parte di nazioni straniere.
Tra le famiglie nobili di Zurigo citiamo:
- von Kyburg
- von Bonstetten
- Brun
- Bürkli
- Escher vom Glas
- Escher vom Luchs
- Hirzel
- von Jori
- Kilchsperger
- Landenberg
- Manesse
- Meiss
- Meyer von Knonau
- Mülner
- von Orelli
- Winterthur

## Cantoni Sciaffusa e Zugo
Nei cantoni Sciaffusa e Zugo, il potere politico era nelle mani delle corporazioni o delle comunità. Progressivamente tale potere divenne di fatto ereditario. Durante l’antico regime, vengono definiti come due cantoni dall’ordinamento giuridico di tipo “aristodemocratico” (H.C.Peyer, Verfassung).
Nel cantone di Zugo, vi erano famiglie patrizie sia  nella città omonima, sia nelle comunità rurali di Ägeri, Baar e Menzingen. Le quattro realtà condividevano insieme la sovranità del piccolo cantone e dei baliaggi comuni, mentre il senato era formato dall’insieme dei consiglieri delle singole comunità. Certe famiglie, ottennero nei secoli titoli di nobiltà o certificazioni del proprio status aristocratico mediante documentazioni, che venivano rilasciate proprio dalle autorità zughesi. Alcune casate del piccolo cantone, sono ancora oggi fiorenti e detengono tuttora l’attinenza del comune patriziale avito, ma la maggioranza di esse risultano estinte.
Nel cantone Sciaffusa dal XIII secolo la "Herrenstube" venne costituita e nel XV secolo essa raccoglieva in tutto dodici corporazioni.

## Cantoni Vallese, Turgovia e Ticino
Nei cantoni Vallese, Turgovia e Ticino, le famiglie nobili erano prevalentemente create per concessioni esterne.
Il cosiddetto "patriziato vallesano" era perlopiù merito dei principi-vescovi ed era formato da famiglie sia della vecchia nobiltà sia di quella aggregata. Molte di queste famiglie accettarono nobilitazioni dall'esterno e, pur non essendo un patriziato, ne esercitarono de facto le funzioni.
Nel canton Ticino, prima di divenire ufficialmente un cantone svizzero nel 1803, non si era formata una "nobiltà del Ticino" in senso stretto, pur essendovi alcune famiglie nobili originarie dell'area. A Locarno, ad esempio, con la venuta della Riforma protestante due famiglie capitanali locali, i Muralto e gli Orelli emigrarono a Zurigo, mentre un ramo dei Muralto si trasferì a Berna. La terza grande famiglia, i Magoria, rimase a Locarno. La maggior parte delle famiglie nobili locali ottenne riconoscimenti di nobiltà dai duchi di Milano.

## Canton Grigioni
Nei Grigioni vi era un gran numero di famiglie nobili per dinastia o "ministeriali". Tra XI e XII secolo, la nobiltà locale deteneva delle signorie e disponeva di un potere addirittura superiore a quello delle leggi costituzionali. Queste famiglie mantennero i loro privilegi sino al XV secolo. Tra le famiglie più importanti dell'area citiamo i Salis (Salis-Soglio e Salis-Seewis) e i Planta, perlopiù nobilitate all'estero.
Nel 1794 la Lega dei Grigioni decise di agire radicalmente cancellando tutti i titoli nobiliari e le particelle nobilitanti in uso, proibizioni confermate nel 1803 e nel 1848.

## Cantoni Glarona, Appenzello
Il canton Glatona non ebbe mai una propria nobiltà di diritto, pur accogliendo delle persone nobilitate da potenze estere, così come nell'Appenzello. Tra le famiglie più note di questi cantoni citiamo i von Glarus e i von Sutter.

## Cantone Argovia
Questo cantone, sede del castello degli Asburgo e primitiva sede dell'omonima casata imperiale, rimase sotto dominio austriaco sino al 1415 quando venne conquistato da Berna e Zurigo che se lo divisero. L'attuale cantone, istituito nel 1803, con territori provenienti dai cantoni di Berna e Zurigo e con quello che fu per breve tempo il Principato di Frickgau, è noto talvolta come Cantone di Fricktal. Le antiche famiglie di Aargau provenivano dai differenti cantoni come i Mülinen e gli Hallwyl da Berna, o dall'estero come i Reinach che erano originari dell'Alsazia. Tra le famiglie nobili locali citiamo:
- von Habsburg
- von Laufenburg
- von Lenzburg
- von Rheinfelden
- von Sulz
- von Tegerfelden
- von Hallwyl
- von Klingnau

## Cantone Vaud
Il cantone Vaud dipendeva anticamente dalla Borgogna, passando poi agli Zähringen e ai Savoia sino al 1536, quando passò a Berna. In questo cantone vi erano alcune famiglie nobili feudali, famiglie della nobiltà savoiarda, famiglie del patriziato di Berna e famiglie di "nobiltà d'integrazione".

## Cantone Neuchâtel
Nel cantone Neuchâtel, principato dal 1643, la nobiltà aumentò notevolmente grazie ai principi locali le cui lettere di nobilitazione comunque erano soggette a essere ratificate dal Consiglio di Stato. Neuchâtel divenne cantone svizzero dal 1815 pur rimanendo paradossalmente un principato tenuto in unione personale dagli Hohenzollern di Berlino sino al 1848.

## Canton Ginevra
Dalla Riforma protestante, il Canton Ginevra non aveva riconosciuto ufficialmente la nobiltà come un corpo organizzato. Vi erano certo alcune famiglie dell'antica nobiltà e famiglie di integrazione, famiglie nobilitate all'estero e un gran numero di rifugiati proprio a causa della controriforma al protestantesimo.
Al contrario di quanto si tenda a pensare, a ogni modo, il cantone fece uso della propria capacità di nobilitare concedendo ad esempio il 20 agosto 1680 il titolo di conte alla famiglia Noblet. Altra famiglia rilevante furono i von Genf.

## Cantone Basilea
Nel 1382 la costituzione di Basilea riservò quattro seggi al Consiglio di Stato alle famiglie nobili. Durante il secolo successivo le corporazioni locali iniziarono a prendere effettivamente potere nei vari villaggi del cantone. Successivamente la nobiltà venne proibita a Basilea ad eccezione dei "baroni Wieland" che nel 1816 ottennero la condizione di non utilizzare il loro titolo a Basilea.
Il cantone di Basilea venne dominato perlopiù dal patriziato locale, soprattutto nella sua vita politica. Tra le famiglie di maggior peso del cantone citiamo i Bernoulli, i Burckhardt, i Faesch, gli Iselin, i Liechtenhan, i Merian, i Sarasin e i Vischer.

## Cantone San Gallo
Nel cantone San Gallo alcune famiglie nobili formarono una specie di patriziato appartenente all'"Adelige Stube zum Notenstein". Alcune di queste consolidarono la loro posizione ricevendo lettere patenti dall'estero. Nel 1778 il Consiglio Sovrano fissò la lista di sette famiglie del "Notenstein" che costituivano de facto la nobiltà del cantone San Gallo. Altre famiglie non parte del "Notenstein" ricevettero nobilitazioni dall'estero. Tra le famiglie più rilevanti del cantone citiamo i von Rapperswil e i von Toggenburg.

## Situazione attuale
I privilegi della nobiltà svizzera sono stati gradualmente diminuiti dal 1798, ad eccezione dei cantoni di Lucerna e di Friborgo durante la Restaurazione dal 1814 al 1831. L'art. 4 della costituzione svizzera del 1848, sancì ufficialmente la fine della nobiltà in Svizzera. Attualmente i titoli della nobiltà non appaiono né in registri ufficiali né in instrumenti pubblici, pur essendo generalmente tollerati nel loro uso.
Circa 450 famiglie nobili si trovano oggi in Svizzera, molte di origine esterna alla Svizzera, costituendo circa l'1,6% della popolazione della Confederazione, situazione comparabile a quella della Francia moderna. Vi sono comunque pesanti differenze regionali: l'Appenzello vanta pochissime famiglie nobili mentre il canton Vaud ne conta da solo un centinaio.